# Барнеби Радж
«Барнеби Радж» (англ. Barnaby Rudge) — исторический роман Чарльза Диккенса, впервые опубликованный в 1841 году. Одно из наименее популярных произведений этого автора.

## Сюжет
Действие «Барнеби Раджа» происходит в 1780 году в Лондоне, во время так называемого бунта лорда Гордона, направленного против католиков. Заглавный герой — деревенский дурачок, которого обманом вовлекают в ряды бунтовщиков. Барнеби арестовывают и приговаривают к повешению, но в последний момент он получает помилование, после чего возвращается к мирной сельской жизни.
В числе персонажей появляется и лорд Гордон, который изображён как благородный идеалист. Ему противостоит вымышленный герой Гашфорд — авантюрист, подстрекающий народ к бунту.

## Публикация и оценки
«Барнеби Радж» стал одним из двух романов, увидевших свет на страницах еженедельника «Master Humphrey’s Clock» (наряду с «Лавкой древностей»), пятым романом Диккенса по счёту и первым из его исторических романов. Эта книга, имеющая черты авантюрно-приключенческого романа, оказалась одной из наименее популярных романов Диккенса. Тем не менее в XX веке её по крайней мере трижды экранизировали — в 1911, 1915 и 1960 годах.